# Ladislav Schejbal
Ladislav Schejbal (* 7. února 1936 Nejdek) je bývalý český fotbalový útočník.

## Hráčská kariéra
V československé nejvyšší soutěži hrál za Spartak KPS Brno v ročníku 1961/62 při jeho jediné účasti, vstřelil sedm prvoligových branek a je tak nejlepším střelcem v krátké prvoligové historii klubu. Předtím hrál za TJ Mariánské Lázně.

### Evropské poháry
V evropských pohárech odehrál oba zápasy „Královopolské“ ve Veletržním poháru (předchůdce Poháru UEFA) v ročníku 1961/62, vstřelil všechny tři branky Králova Pole. Proti výběru Lipska (Leipzig XI) nastoupil jak v brněnském utkání na královopolském stadionu (nerozhodně 2:2, 27. září 1961), tak v lipské odvetě na Zentralstadionu (prohra 1:4, 4. října 1961).

### Prvoligová bilance
| Ročník          | Zápasy | Góly | Minuty | Klub                |
| --------------- | ------ | ---- | ------ | ------------------- |
| I. liga 1961/62 | 23     | 7    | 2 036  | TJ Spartak KPS Brno |
| CELKEM I. LIGA  | 23     | 7    | 2 036  |                     |